# Olijfgaard (Van Gogh Museum)
Olijfgaard is een schilderij uit 1889 van de Nederlandse kunstschilder Vincent van Gogh. Het schilderij bevindt zich in het Van Gogh Museum in Amsterdam.
Het schilderij van olieverf op doek meet 72 bij 92 cm. Van Gogh schilderde dit landschap in 
Saint-Rémy-de-Provence. Hij schildert een reeks van ongeveer 18 doeken rond het thema van olijfgaarden, een van zijn favoriete studiethema’s tijdens zijn periode in Saint-Rémy-de-Provence.